# 너태샤 레게로
너타샤 러제로(Natasha Leggero, 영어 발음: /nəˈtɑːʃə/, 1974년 3월 26일 ~ )는 미국의 스탠드업 코미디언, 배우, 작가이다.

## 출연 작품

### 영화
- 빌리버 (2001)
- 그는 당신에게 반하지 않았다 (2009)
- 나쁜 이웃들 (2014)
- 구스 베이비 (2018) - 진 역 (애니메이션)

### 텔레비전
- 모던 패밀리 (2015)